# Maciej Sadlok
Maciej Sadlok (29 de juny de 1989 a Oświęcim) és un futbolista polonès professional que juga pel Polonia Warsaw com a defensa central.

## Carrera

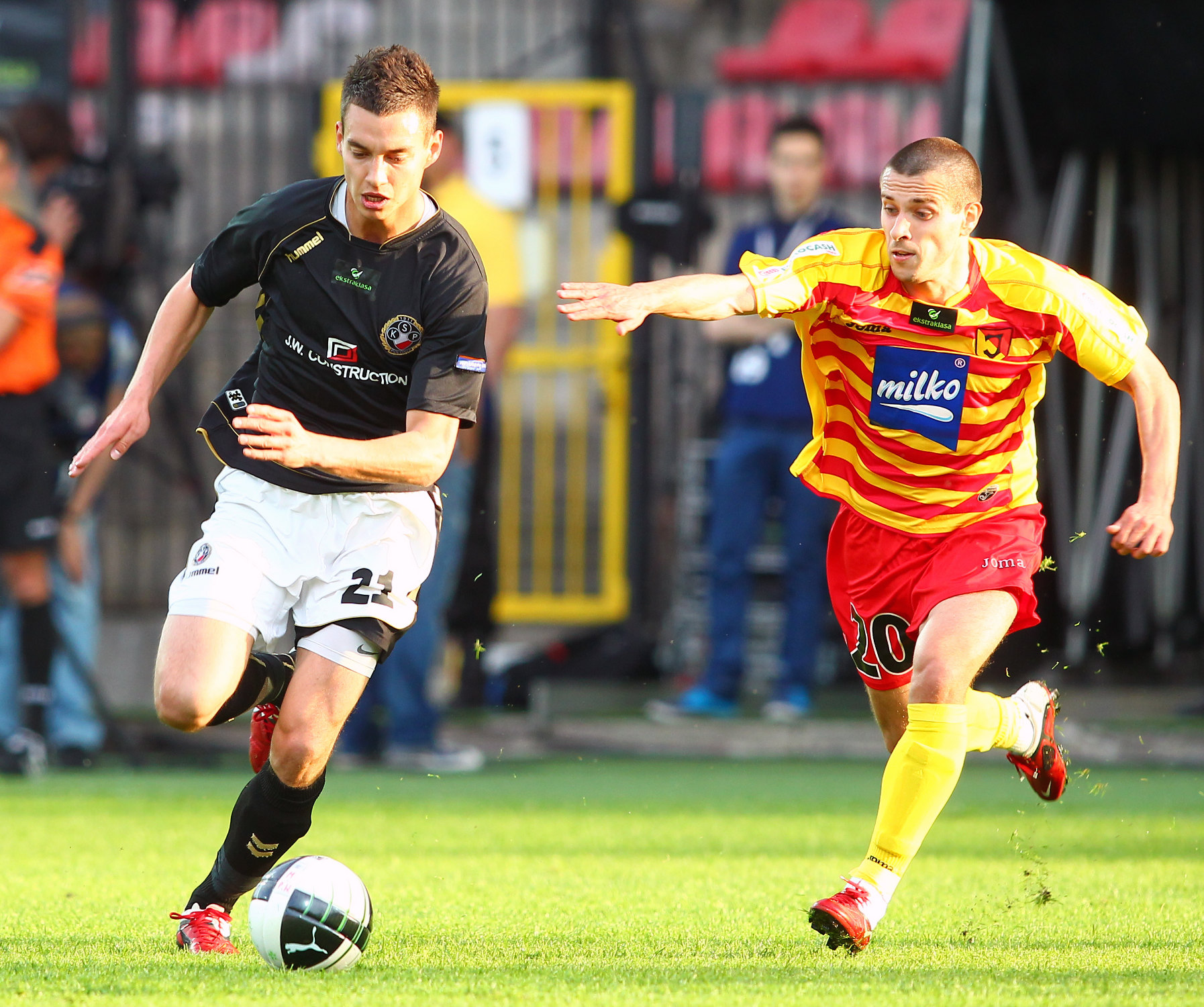
Maciej Sadlok i Maciej Makuszewski

Sadlok va començar la seva carrera el 2005 amb Pasjonat Dankowice. El gener del 2007 es va unir al Ruch Chorzów, fent el seu debut Ekstraklasa el 27 de juliol de 2007.
El 31 d'agost de 2010 va ser anunciat que Sadlok seria jugador del Polonia Warsaw des de 2011.
També juga per la selecció de futbol de Polònia sub-21. El novembre del 2009 Sadlok va fer el seu primer debut amb la selecció total en un canvi a hora horada en un partit contra Romania seguit d'un partit complet jugat contra Canadà.